# 贾格拉坎德
贾格拉坎德（Jhagrakhand），是印度恰蒂斯加尔邦科里亞縣的一个城镇。总人口7507（2001年）。

## 人口
该地2001年总人口7507人，其中男性3896人，女性3611人；0—6岁人口1009人，其中男500人，女509人；识字率63.34%，其中男性为72.05%，女性为53.95%。